# Castello Boncompagni - Viscogliosi
Il castello ducale di Isola del Liri, o castello Boncompagni  è un palazzo storico fortificato di Isola del Liri, posto a ridosso del centro storico dove il fiume Liri si biforca di due bracci per formare un'isola e due cascate alte circa 30 metri, la  Cascata Grande e la cascata del Valcatoio. È monumento nazionale.

## Storia
Il centro fortificato è probabilmente di origine alto-medievale, nel posto in cui dovette esservi stata originariamente una torre. La prima menzione di un castello ad Isola del Liri risale al 1100, in una bolla pontificia di papa Pasquale II diretta a Goffrido, vescovo di Sora, in cui si cita un castellum insulae. La fortificazione era un baluardo posto a difesa della piana di Sora e concepito come primo baluardo a difesa della città, probabilmente proprietà diretta della diocesi.

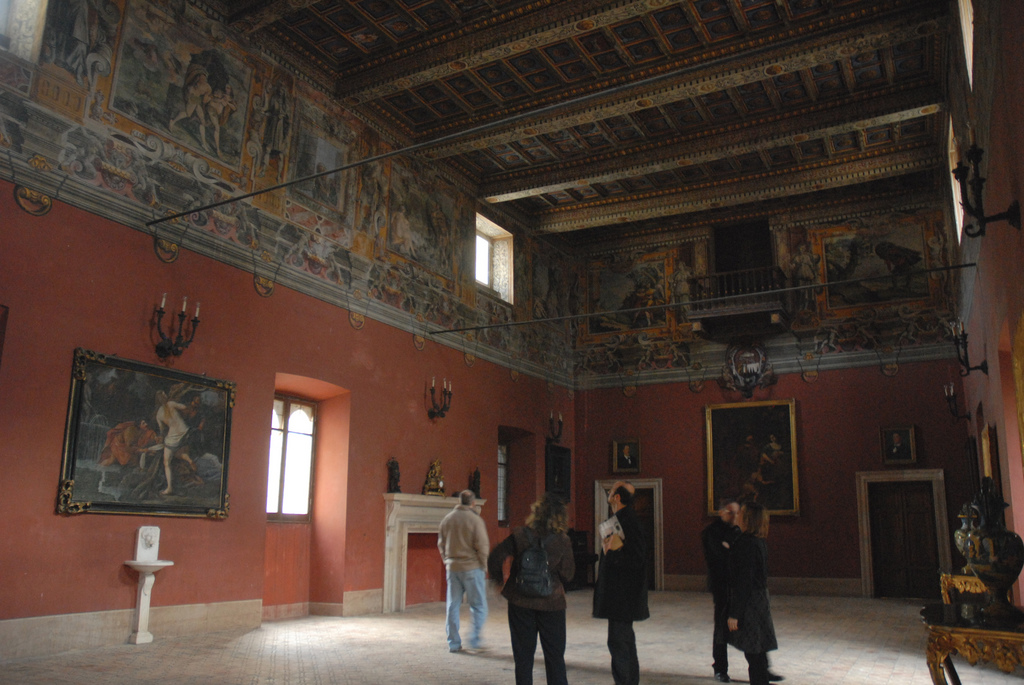
Torre del Castello, interno

Con la nomina dei Della Rovere a duchi di Sora il castello divenne parte integrante del patrimonio ducale, residenza ducale e sede principale delle attività politiche dei signori di Sora nella valle del Liri. Qui nel 1496 i Cantelmo e i Della Rovere organizzarono una resistenza anti-aragonese per preparare la riconquista del Regno di Napoli a Carlo VIII, con il sostegno del clero locale.
I Boncompagni in seguito ne acquisirono i diritti di proprietà. Nel XVII secolo Costanza Sforza trasformò la struttura militare in una residenza signorile, commissionando affreschi di ispirazione biblica, bassorilievi dei comuni appartenenti al ducato di Sora e curando la realizzazione di un parco.

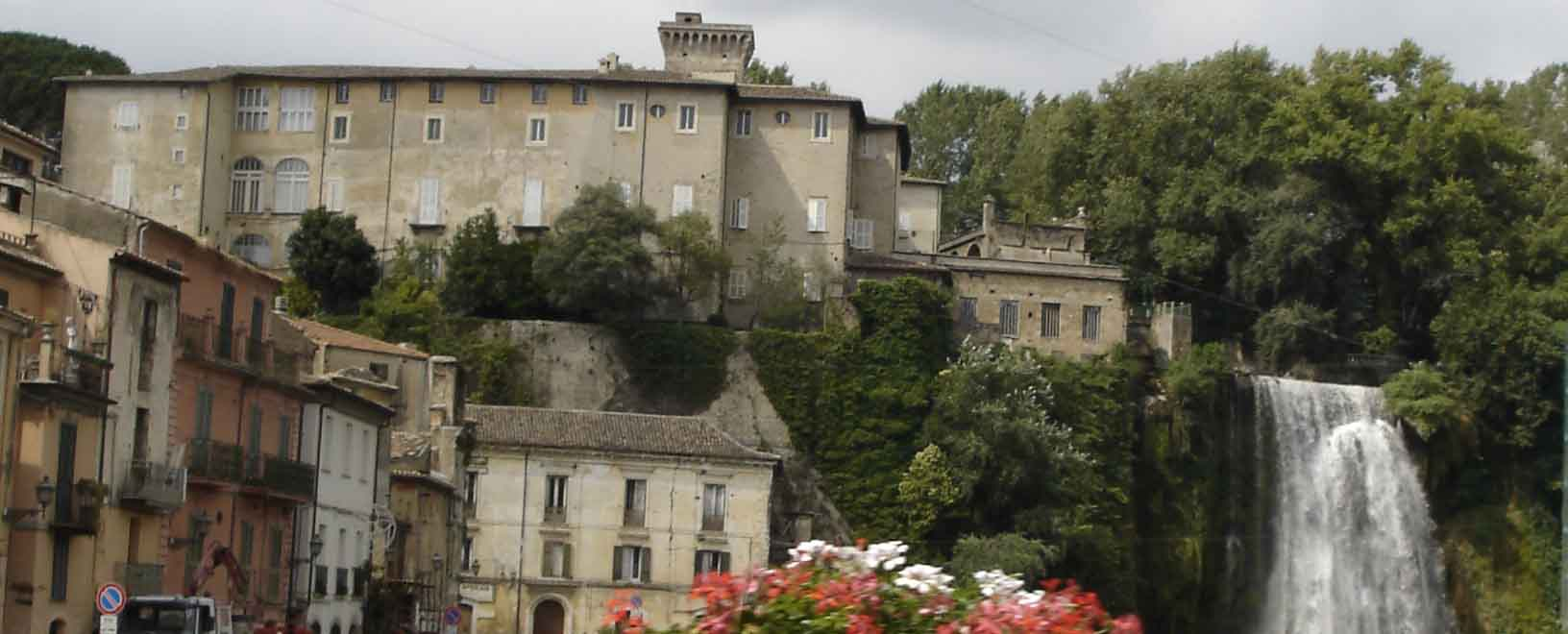
Il castello e la cascata di Isola del Liri